# Эннордр
Энно́рдр (фр. Ennordres) — коммуна во Франции, находится в регионе Центр. Департамент — Шер. Входит в состав кантона Ла-Шапель-д’Анжийон. Округ коммуны — Вьерзон.
Код INSEE коммуны — 18088.

## География
Коммуна расположена приблизительно в 160 км к югу от Парижа, в 65 км юго-восточнее Орлеана, в 39 км к северу от Буржа.
По территории коммуны протекает река Малый Содр.

## Население
Население коммуны на 2008 год составляло 220 человек.
| 1962 | 1968 | 1975 | 1982 | 1990 | 1999 | 2008 |
| ---- | ---- | ---- | ---- | ---- | ---- | ---- |
| 310  | 396  | 307  | 589  | 242  | 249  | 220  |

## Администрация
| Период | Период | Фамилия            | Партия | Примечания |
| ------ | ------ | ------------------ | ------ | ---------- |
| 2001   | 2008   | Альфред де Поммеро |        | фермер     |
| 2008   | 2014   | Юг Дюбуэн          |        |            |

## Экономика
В 2007 году среди 141 человека в трудоспособном возрасте (15—64 лет) 108 были экономически активными, 33 — неактивными (показатель активности — 76,6 %, в 1999 году было 68,8 %). Из 108 активных работали 106 человек (60 мужчин и 46 женщин), безработных было 2 (1 мужчина и 1 женщина). Среди 33 неактивных 12 человек были учениками или студентами, 10 — пенсионерами, 11 были неактивными по другим причинам.

## Достопримечательности
- Церковь Сен-Мартен[фр.] (XIII век). Исторический памятник с 1921 года.[3]
- Часовня Сен-Жорж (XIII—XIV века).
- Замок Эшано (XVII век).
- Замок Ла-Мот (XVII век).
- Замок Броссет (XVIII век).

## Фотогалерея

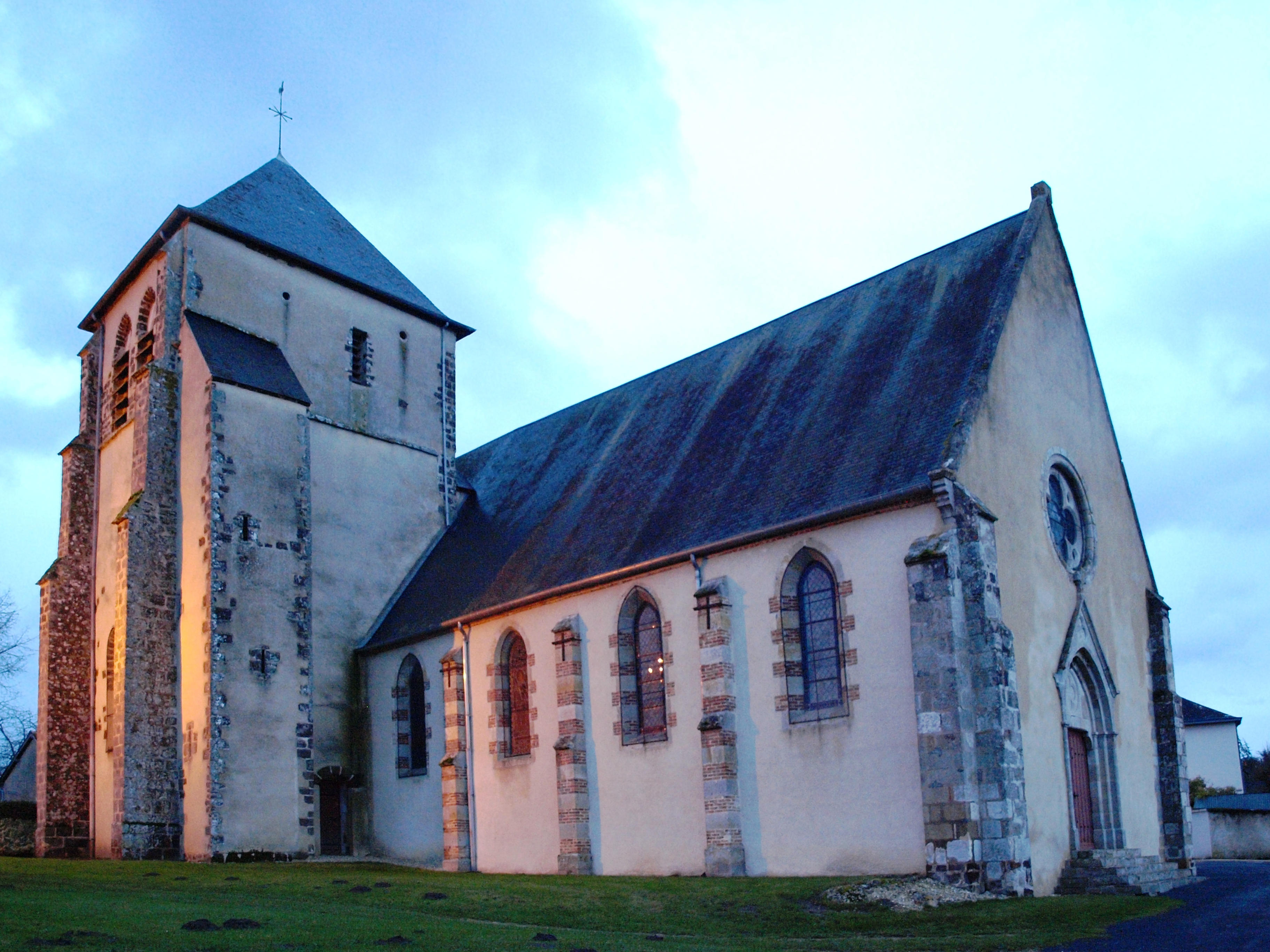
Церковь Сен-Мартен
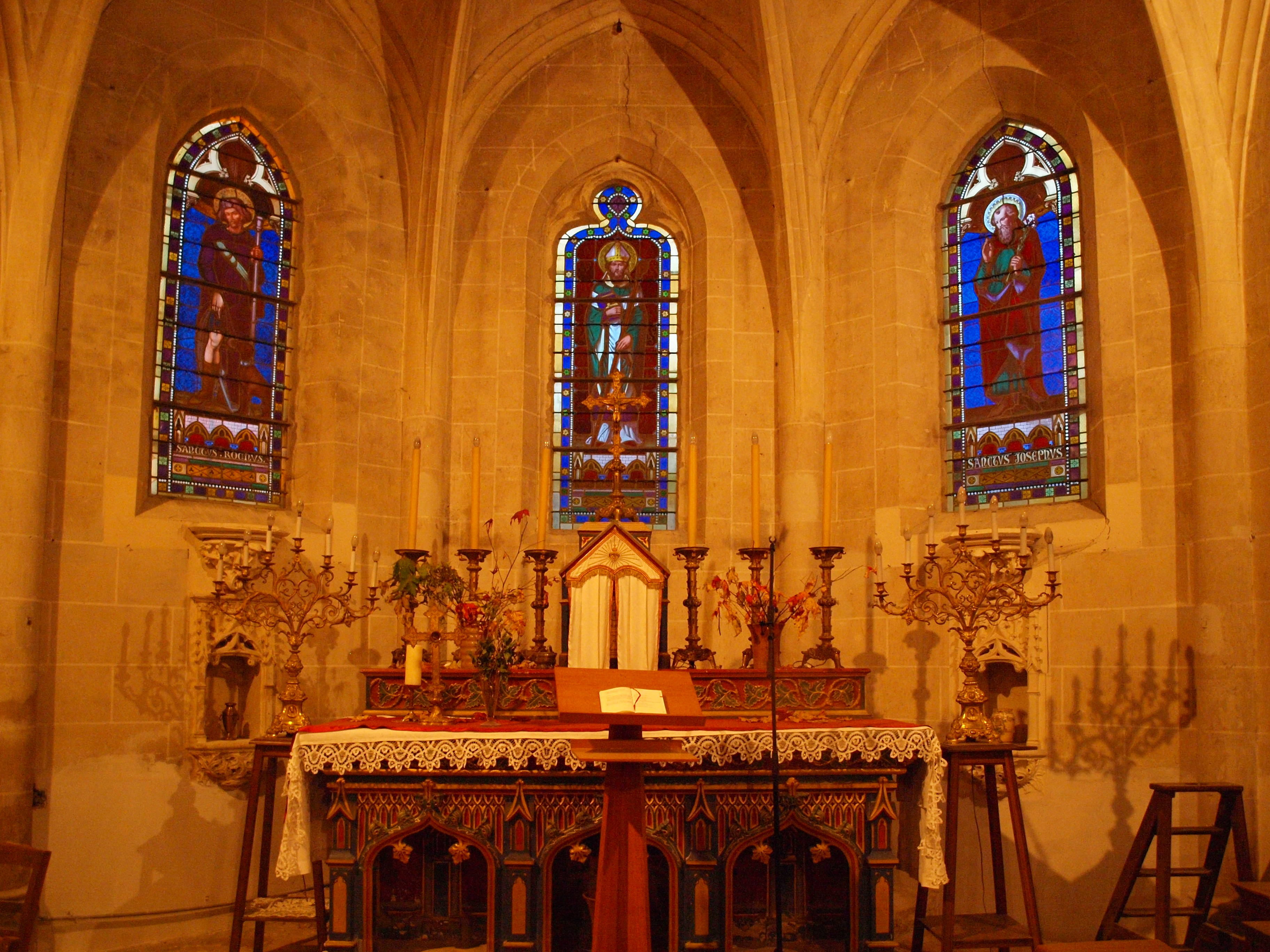
Интерьер церкви Сен-Мартен
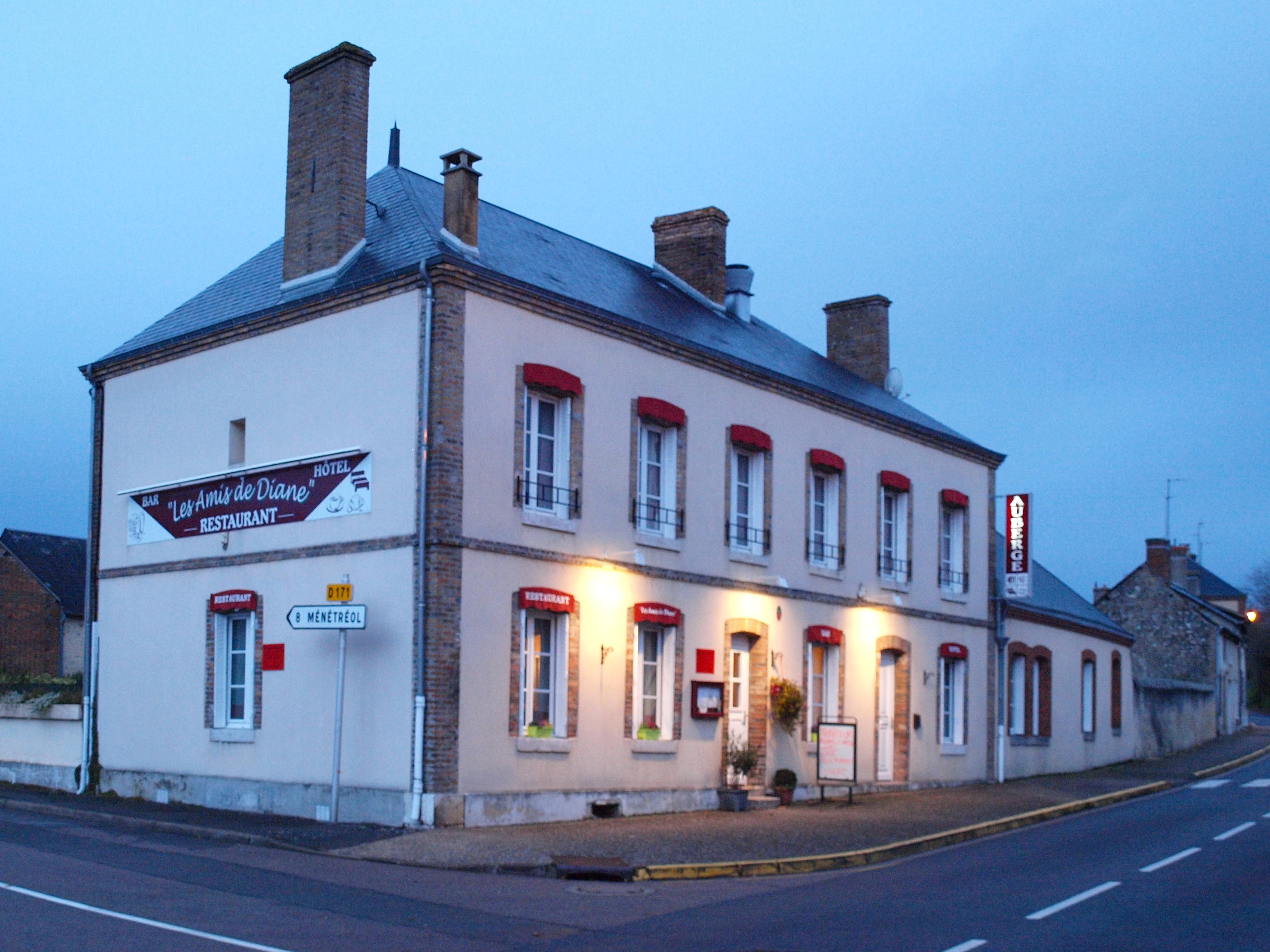
Гостиница с рестораном
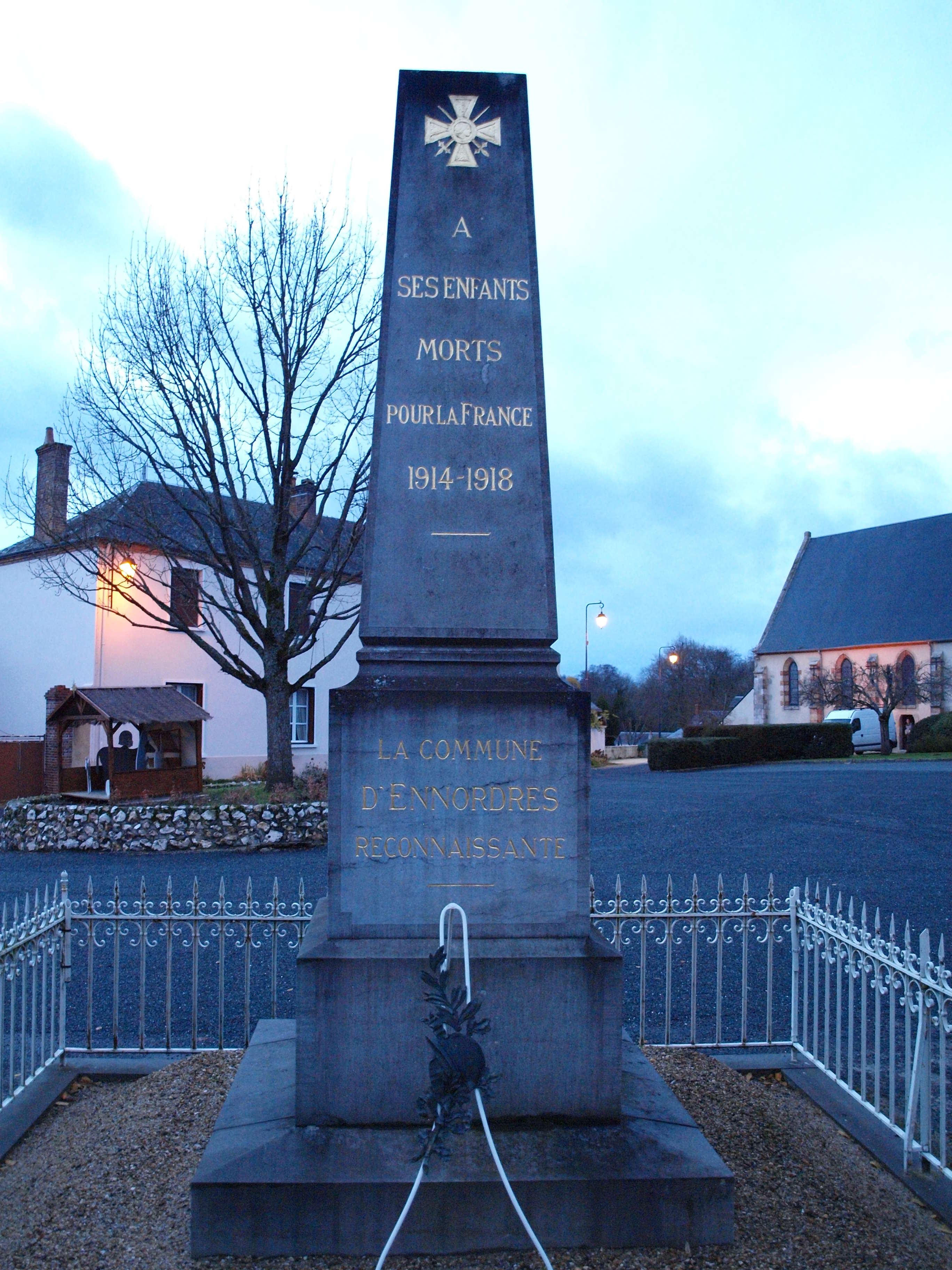
Военный мемориал